# بنیاد دوم
بنیاد دوم (انگلیسی: Second Foundation) سومین رمانی‌ست که در مجموعهٔ بنیاد منتشر می‌شود، گرچه از نظر خط داستانی پنجمین کتاب محسوب می‌شود؛ به قلم نویسندهٔ آمریکایی آیزاک آسیموف که در سال ۱۹۵۳ منتشر شد.

## بازخورد
دو معرفیِ بنیاد دوم در مجله‌های شناخته شده و رقیب علمی-تخیلی که در همان سال‌های اولیهٔ چاپ کتاب منتشر شدند و هر دو مثبت هستند.

## یادداشت
1. ↑  این کتاب با عنوان سقوط امپراتوری کهکشانها (انتشارات شقایق، چاپ اول ۱۳۷۱) به ترجمهٔ «حسن اصغری» منتشر شده‌است.